# Loranthus europaeus
Loranthus europaeus är en tvåhjärtbladig växtart som beskrevs av Nikolaus Joseph von Jacquin. Loranthus europaeus ingår i släktet Loranthus och familjen Loranthaceae. Inga underarter finns listade i Catalogue of Life.